# Krywyj Torez
Der Krywyj Torez (ukrainisch Кривий Торець; russisch Кривой Торец) ist ein rechter Nebenfluss des Kasennyj Torez in der Ost-Ukraine.
Der Krywyj Torez entspringt bei Semljanky nahe Makijiwka in der Oblast Donezk. 
Der Fluss fließt in nordnordwestlicher Richtung. Er passiert Kostjantyniwka und mündet schließlich in Druschkiwka in den von Süden kommenden Kasennyj Torez.
Der Krywyj Torez hat eine Länge von 88 km. Er entwässert ein Areal von 1590 km². 
Nahe Horliwka und Torezk verläuft der Fluss in Gebieten, in welchen zahllose Kohlebergwerke liegen, welche ab 1990 geschlossen wurden und deren Grubenwasser weiterhin behandelt werden musste. 
Während des Russisch-Ukrainischen Krieges kamen diese Unterhaltsarbeiten oft zum Erliegen. Es ergab sich eine massive Gefährdung des dortigen Trinkwassers und eine Verschmutzung des Siwerskyj Donez.